# Grete Berger
Pour les articles homonymes, voir Berger (homonymie).
Grete Berger, née le 11 février 1883 à Jägerndorf, Silésie autrichienne et morte en mai 1944, est une actrice de théâtre et de cinéma.

## Filmographie partielle
- 1921 : Les Trois Lumières de Fritz Lang
- 1913 : L'Étudiant de Prague de Stellan Rye et Paul Wegener
- 1922 : Le Fantôme de Friedrich Wilhelm Murnau
- 1922 : Docteur Mabuse le joueur de Fritz Lang
- 1923 : L'Évasion de Baruch (Das Alte Gesetz) d'Ewald André Dupont
- 1924 : Les Nibelungen de Fritz Lang
- 1927 : Metropolis de Fritz Lang
- 1928 : Les Espions de Fritz Lang

## Sources de la traduction
- (de) Cet article est partiellement ou en totalité issu de l’article de Wikipédia en allemand intitulé « Grete Berger » (voir la liste des auteurs).